# 7401 Toynbee
7401 Toynbee là một tiểu hành tinh vành đai chính với chu kỳ quỹ đạo là 1390.0652423 ngày (3.81 năm).
Nó được phát hiện ngày 21 tháng 8 năm 1987.